# مایکل دلوئیس
مایکل دلوئیس (انگلیسی: Michael DeLuise؛ زادهٔ ۴ اوت ۱۹۶۹) هنرپیشه، کارگردان فیلم و تهیه‌کننده فیلم اهل ایالات متحده آمریکا است.
از فیلم‌ها یا برنامه‌های تلویزیونی که وی در آن نقش داشته‌است می‌توان به دختران گیلمور، مرد بدون چهره، انسینو من، در اعماق دریا و جهان وین اشاره کرد.